# Los Chiquitos de Algeciras

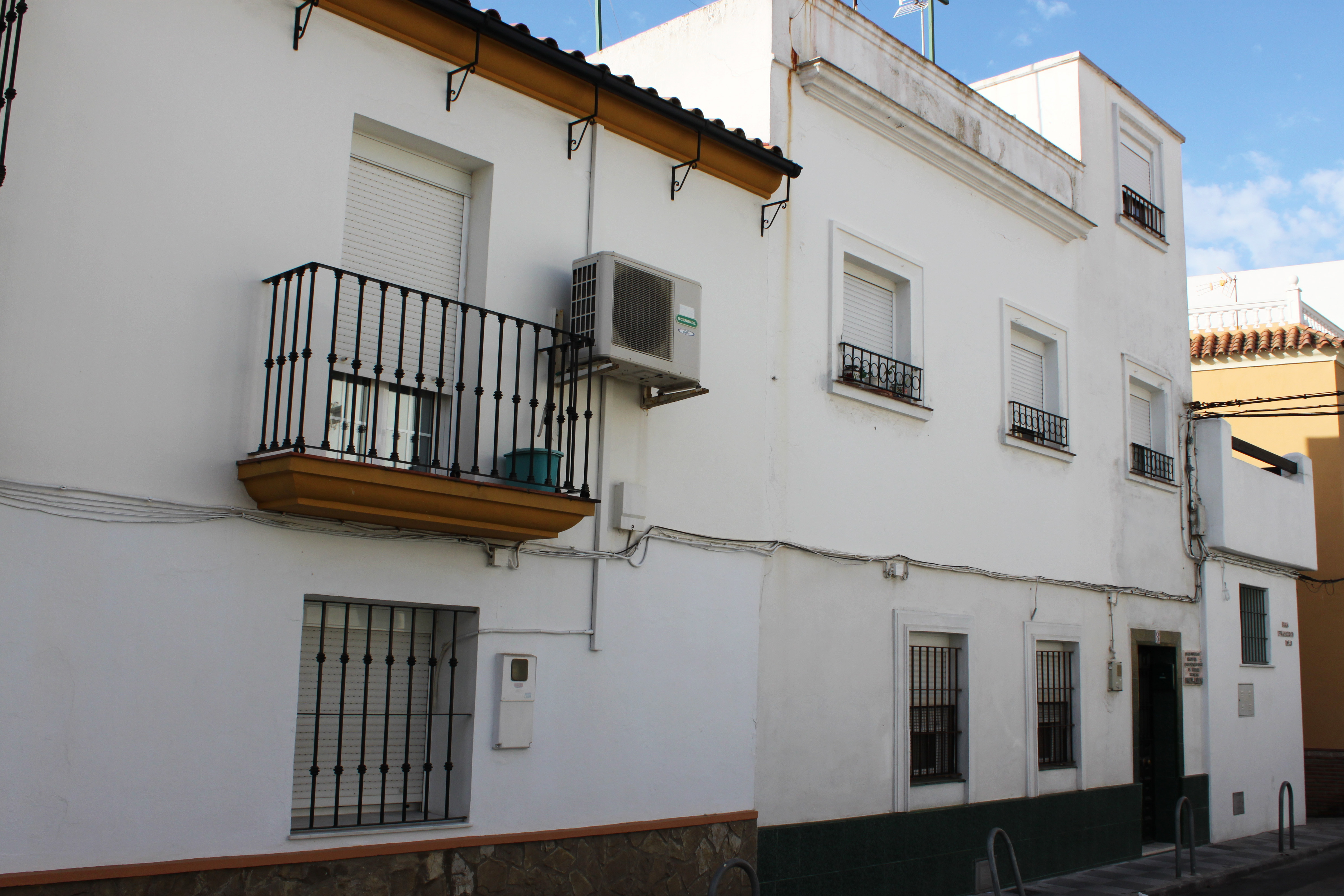
Maison natale de Paco et Pepe de Lucía à Algésiras.

Los Chiquitos de Algeciras (Les petits garçons d'Algésiras) est le nom de scène du duo composé par le jeune Paco de Lucía, alors âgé de quatorze ans, guitariste, et son frère Pepe, âgé de seize ans, chanteur, qui enregistrent trois disques de flamenco de quatre chansons chacun chez Hispavox dès 1961 sous ce titre éponyme. Ils seront réédités en 1982 en LP contenant les douze chansons.
Ils rencontrent un grand succès et remportent le Prix spécial du jury au concours international de flamenco de Jerez de la Frontera en 1962,.

## Discographie
- 1961 : Los Chiquitos de Algeciras Vol. 1[4], Los Chiquitos de Algeciras Vol. 2[5] et Los Chiquitos de Algeciras Vol. 3[6]